# الکساندر کودریافتسف
 الکساندر کودریافتسف (انگلیسی: Alexander Kudryavtsev؛ زاده ۲۶ اکتبر ۱۹۸۵) یک تنیس‌باز اهل روسیه است. 